# اروس گرزدا
اروس گرزدا (انگلیسی: Eros Grezda؛ زادهٔ ۱۵ آوریل ۱۹۹۵) بازیکن فوتبال اهل آلبانی است.
از باشگاه‌هایی که در آن بازی کرده‌است می‌توان به باشگاه فوتبال لوکوموتیو زاگرب اشاره کرد.
وی همچنین در تیم‌های ملی فوتبال زیر ۲۱ سال آلبانی و آلبانی بازی کرده‌است.